# Aphilopota kitalensis
Aphilopota kitalensis là một loài bướm đêm trong họ Geometridae.